# Naryn (oblast)
Naryn (Kirgizisch: Нарын областы; Russisch: Нарынская область) is een oblast in Kirgizië.
De oblast heeft een oppervlakte van 45.200 km² en ongeveer 270.000 inwoners. In de tijd van de Kirgizische Socialistische Sovjetrepubliek werd het in 1939 als Oblast Tjan-Sjan gesticht; de huidige naam heeft het vanaf 1990. De bevolkingsdichtheid van deze grootste oblast is met 6 inwoners per km² de laagste van het land, het gemiddelde voor Kirgizië is 26 /km². De naam van de oblast is afgeleid van de rivier Naryn en de gelijknamige stad Naryn, waar ook het bestuurlijk centrum van de oblast is gevestigd.

## Geografie
Het gebied bestaat vooral uit hooggebergte en plateaus, die meest meer dan 2000 meter boven zeeniveau liggen. In het noorden ligt het bergmeer Songköl, die na het Issyk Koelmeer het tweede meer van het land is. Het Kölukökmeer ligt ook in dit gebied. De rivier Naryn stroomt van oost naar west, er zijn enkele stuwmeren.

## Verkeer
Door de verkeerstechnisch ongunstige ligging tussen enkele hoge bergruggen is de ontsluiting van Naryn ontoereikend. Van de twee hoofdwegen verloopt de ene van Kotsjkor (met aansluiting naar Bisjkek) over de 3030 meter hoge Dolon-pas naar de hoofdstad. Naar het zuiden bereikt deze bij de Turugart-pas op 3750 meter hoogte, de Chinese grens. De andere weg ontsluit het noorden en verbindt Kotsjkor over de 3586 meter hoge Töö-pas met Kara-Balta, vanwaar ook een aansluiting met Biskek bestaat.

## Bestuurlijke indeling
Naryn is in vijf rajons verdeeld. Naast de stad Naryn zijn er twee plaatsen met stedelijk karakter en ongeveer 130 dorpen. De bevolking is homogeen van samenstelling en bestaat voor 99% uit Kirgizen.

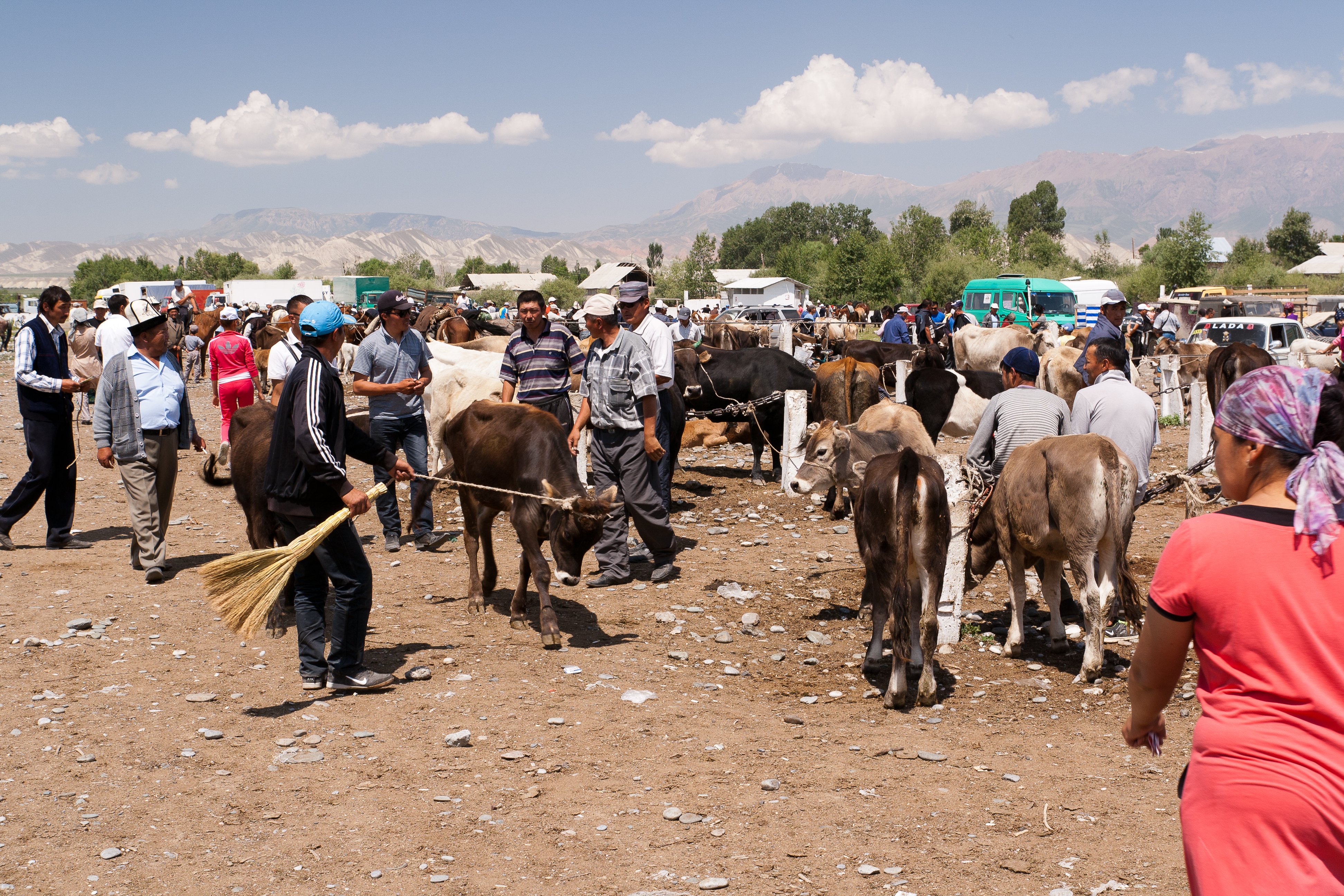
Veemarkt in Atbasji

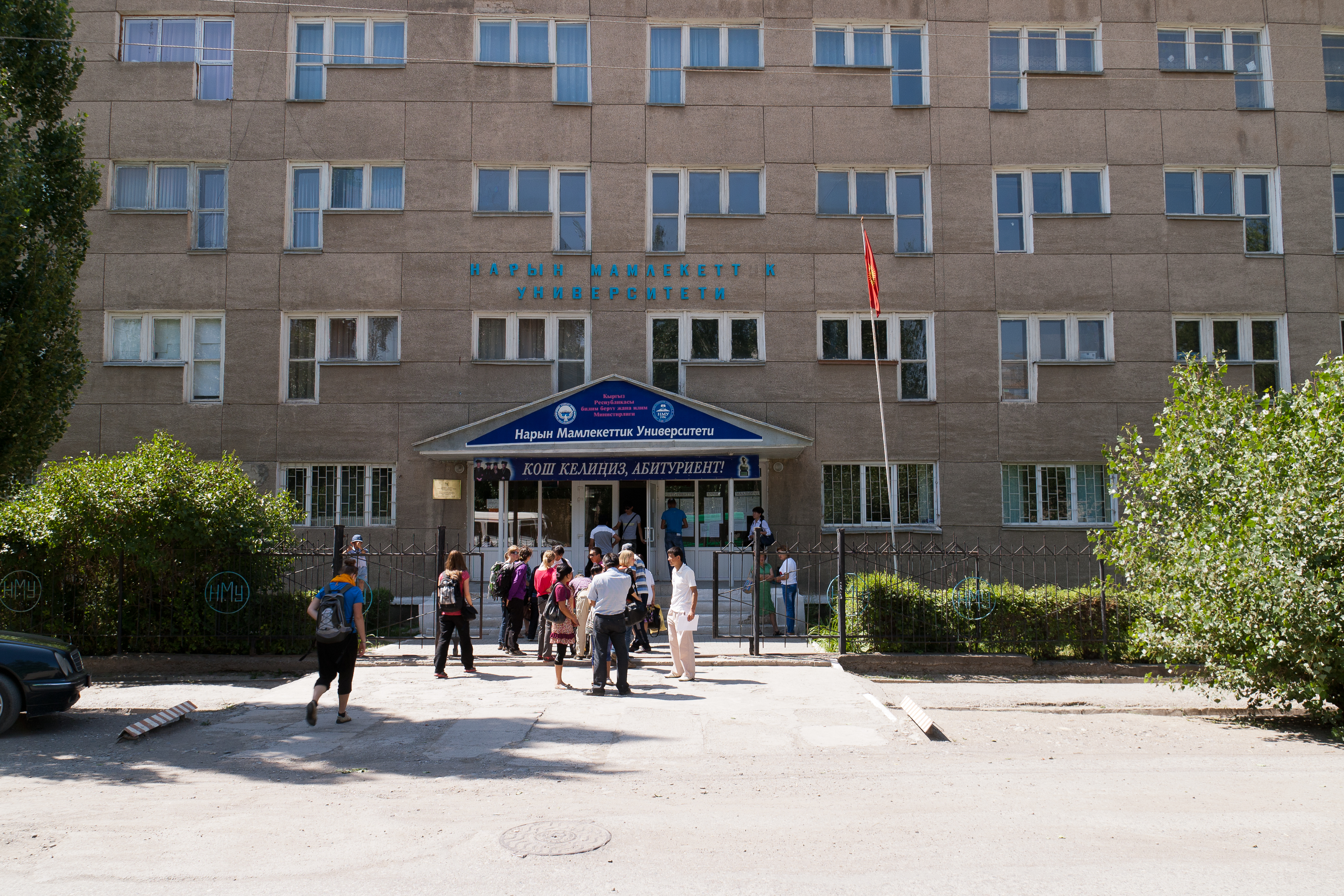
Universiteit van Naryn

| Rajons Oblast Naryn | Rajons Oblast Naryn  | Rajons Oblast Naryn | Rajons Oblast Naryn |
| Bezirk Rajon        | Bestuurlijk- centrum | Ligging             |                     |
| ------------------- | -------------------- | ------------------- | ------------------- |
| Ak-Talaa            | Baetov               |                     |                     |
| Atbasji             | Atbasji              |                     |                     |
| Dzjumgal            | Tsjaek               |                     |                     |
| Kotsjkor            | Kotsjkor             |                     |                     |
| Naryn               | Naryn                |                     |                     |